# Basilica di Santa Maria delle Grazie (Brescia)
La basilica di Santa Maria delle Grazie è una chiesa di Brescia, situata all'estremità ovest di via Elia Capriolo, all'intersezione con l'omonima via delle Grazie.
Costruita a partire dalla prima metà del Cinquecento e notevolmente arricchita nel Seicento, custodisce varie opere di autori locali e tre tele del Moretto, due delle quali sono però oggi alla Pinacoteca Tosio Martinengo. Principale caratteristica della chiesa sono gli affreschi, gli stucchi e le dorature, eseguiti con notevole cura e grandissima varietà di repertorio decorativo, che rivestono ogni superficie dell'interno dell'edificio, rendendolo il più spettacolare esempio di arte barocca in città. Alla chiesa è annesso l'omonimo santuario di Santa Maria delle Grazie, pregevole opera neogotica ottocentesca.

## Storia
La primitiva chiesa viene costruita dai Gerolamini, presenti a Brescia dalla metà del Quattrocento, in un luogo molto lontano da qui, oggi corrispondente all'estremità nord di via Oberdan, molto a nord della città murata. Nel 1517, dopo la triste esperienza del sacco operato nel 1512 dai soldati di Gaston de Foix-Nemours, la Repubblica di Venezia, ripreso il controllo della città, ordina la cosiddetta "spianata", ovvero la distruzione di qualsiasi edificio attorno alle mura nel raggio di circa un chilometro e mezzo.
Anche la chiesa dei Gerolamini viene atterrata e, per avere una nuova sede, chiedono e ottengono di insediarsi nella chiesa di Santa Maria di Palazzolo, situata all'interno della cerchia muraria all'estremità ovest dell'attuale via Elia Capriolo. La chiesa, oltretutto, apparteneva già agli Umiliati, i quali stavano però tenendo una bassa condotta morale e, di conseguenza, l'entrata dei Gerolamini servì anche per rinnovare il convento.
Tramite bolla di Papa Leone X, nel 1519 i frati ottengono infine anche il diritto di sostituire l'antico nome del complesso religioso con quello di Santa Maria delle Grazie. Le minime dimensioni del luogo di culto, però, non dovettero soddisfare i nuovi abitanti del monastero e, di conseguenza, nel 1522 avviano il cantiere di una nuova chiesa, su progetto di frate Ludovico Barcella, immediatamente a lato dell'antico edificio, che sarà poi consacrata nel 1539.
Questo nuovo luogo di culto diventa la principale chiesa di Santa Maria delle Grazie, mentre l'ex chiesa di Santa Maria di Palazzolo resta un santuario annesso. Nel 1668 la soppressione dell'ordine dei Gerolamini, decretata da Papa Clemente IX, porta all'insediamento dei Padri Gesuiti, che acquisiscono la chiesa con i chiostri annessi, istituendovi una scuola rinomata. Il monastero viene poi soppresso nel 1797 ma la chiesa rimane aperta e officiata ed è ancora oggi attiva.
Il 17 marzo 1963 la chiesa viene elevata al rango di Basilica minore con decreto di papa Giovanni XXIII, da lui visitata più volte quando era Nunzio Apostolico e Patriarca di Venezia.

## Struttura

Il portale principale.

La facciata della chiesa è accessibile tramite un piccolo sagrato delimitato da una cancellata in ferro battuto. A destra è presente un'alta colonna con capitello ionico che sorregge la statuetta in bronzo della Madonna della Pace, opera dello scultore bresciano Emilio Magoni. La colonna fu posizionata nel 1921, in luogo di una più antica abbattuta da un uragano nel 1873.
La facciata della chiesa, che si innalza sullo sfondo, è ritmata da semplici lesene che dividono la superficie in tre settori, fra i quali quello centrale è il più elevato. Una fascia marcapiano la divide invece in senso orizzontale. Nel prospetto superiore, privo di elementi ornamentali, campeggia un grande rosone, impreziosito da una vetrata di settecentesca di Giovanni Bertini rappresentante la Natività.
All'interno, la chiesa presenta una struttura a tre navate, con volta a botte di copertura nella navata centrale e cupolette emisferiche in successione nelle laterali, in corrispondenza dei singoli altari, sette per lato. Il profondo presbiterio è concluso da un'abside poligonale.

### Il portale
Al centro della facciata si apre un portale scolpito in marmo di Botticino e marmo rosso di Verona, proveniente dalla chiesa a nord della città demolita nel 1517 e qui trasferito. L'architrave riporta l'iscrizione "MATTHEUS LEONEUS HANC PORTAM PROPRIIS FABREFACTAM SUMPTIBUS BEATAE DEI GENITRICI GRATIARUM MARIAE DEVOTE DEDICAVIT", a ricordo quindi dell'intervento di Matteo Leoni, capitano di ventura, che sovvenzionò l'opera. La lunetta al centro del portale è arricchita da un rilievo con la Madonna delle Grazie e il Bambino, fiancheggiati a destra da Matteo Leoni in vesti militari con San Gerolamo e a sinistra da un figlio del Leoni in preghiera con San Giovanni Battista. L'apparato scultoreo, decisamente innovativo nei modellati e nelle decorazioni ma ancora caratterizzato da un marcato retaggio gotico nella composizione generale, è la più rappresentativa opera della fase di transizione percorsa dall'arte lapidea bresciana nella seconda metà del XV secolo.

## Opere
La volta, le pareti e tutte le cupolette laterali sono interamente rivestiti da affreschi, stucchi e dorature eseguiti con notevole cura e grandissima varietà di repertorio decorativo, che fanno di questa chiesa il più spettacolare esempio di arte barocca in città. L'impresa decorativa nasce dal concorso di molti artisti, fra i quali si ricordano Francesco Giugno, autore dei cinque medaglioni nella volta centrale con l'Apparizione di Cristo risorto alla Madonna, la Pentecoste, l'Assunzione, l'Incoronazione e la Morte della Beata Vergine. Giovanni Mauro della Rovere opera invece nel presbiterio, mentre Girolamo Muziano dipinge Episodi della vita di San Gerolamo nella cupoletta presso l'altare del patrono.

### Navata destra

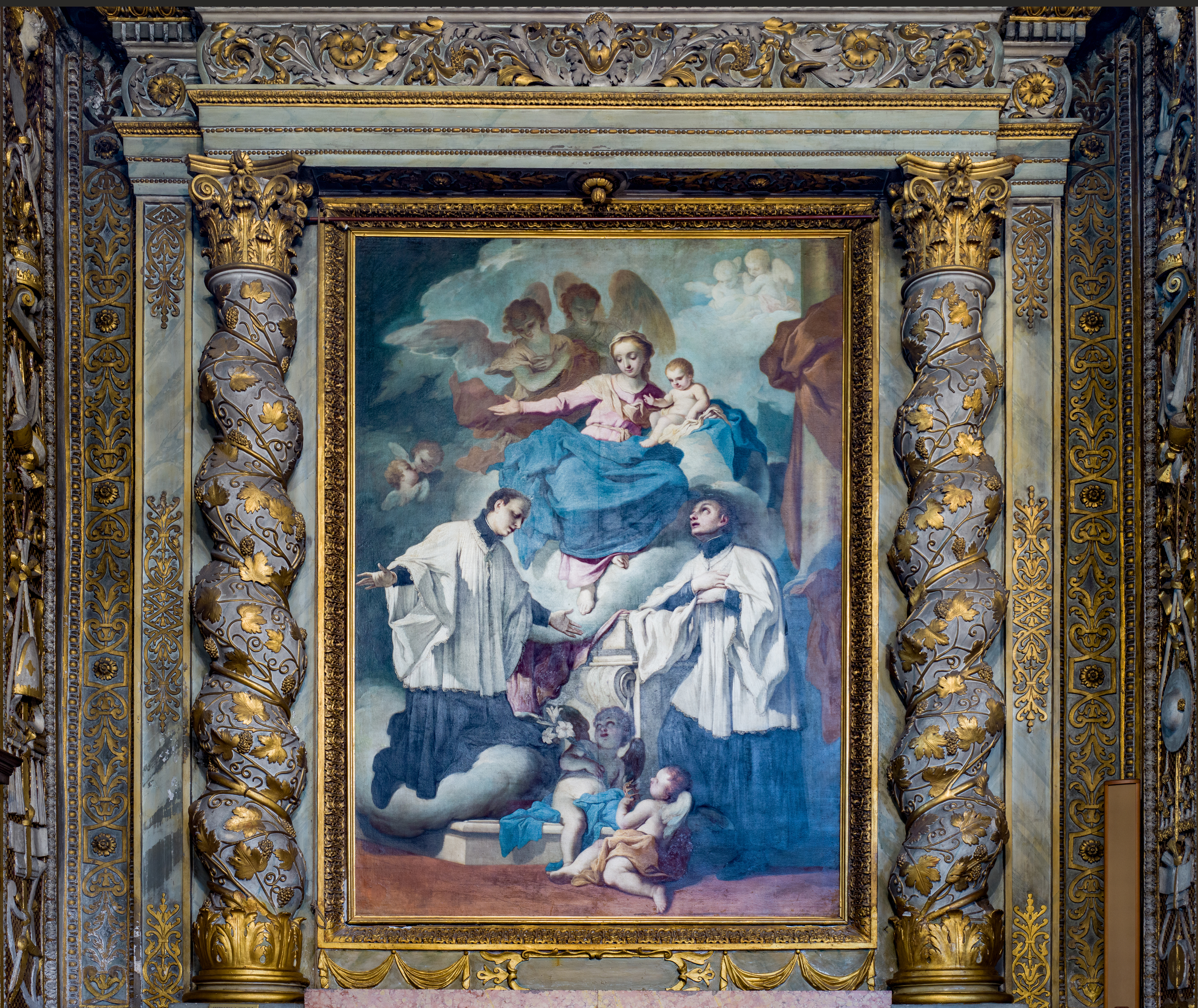
Madonna con angeli e santi.
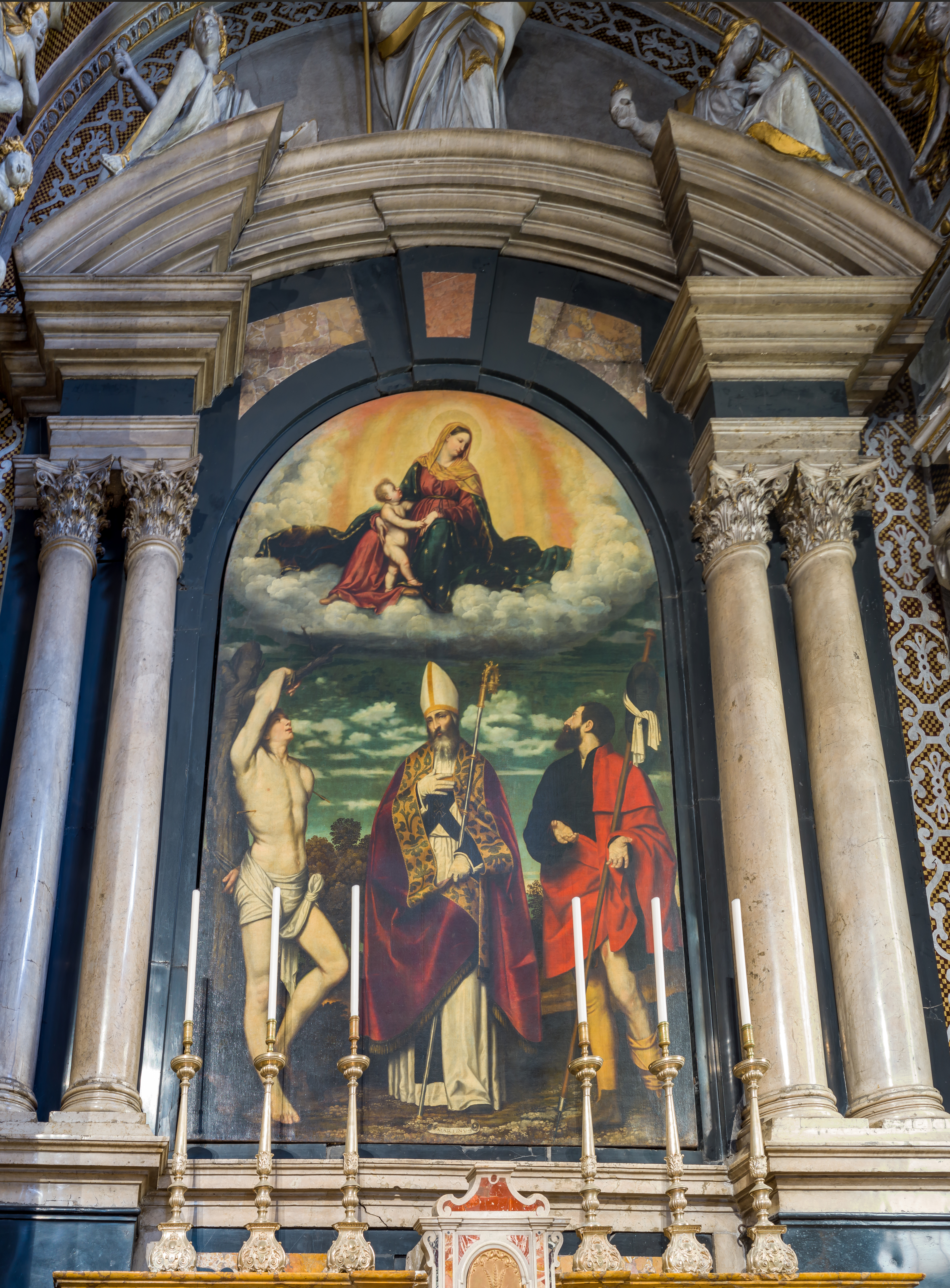
Madonna del Moretto.
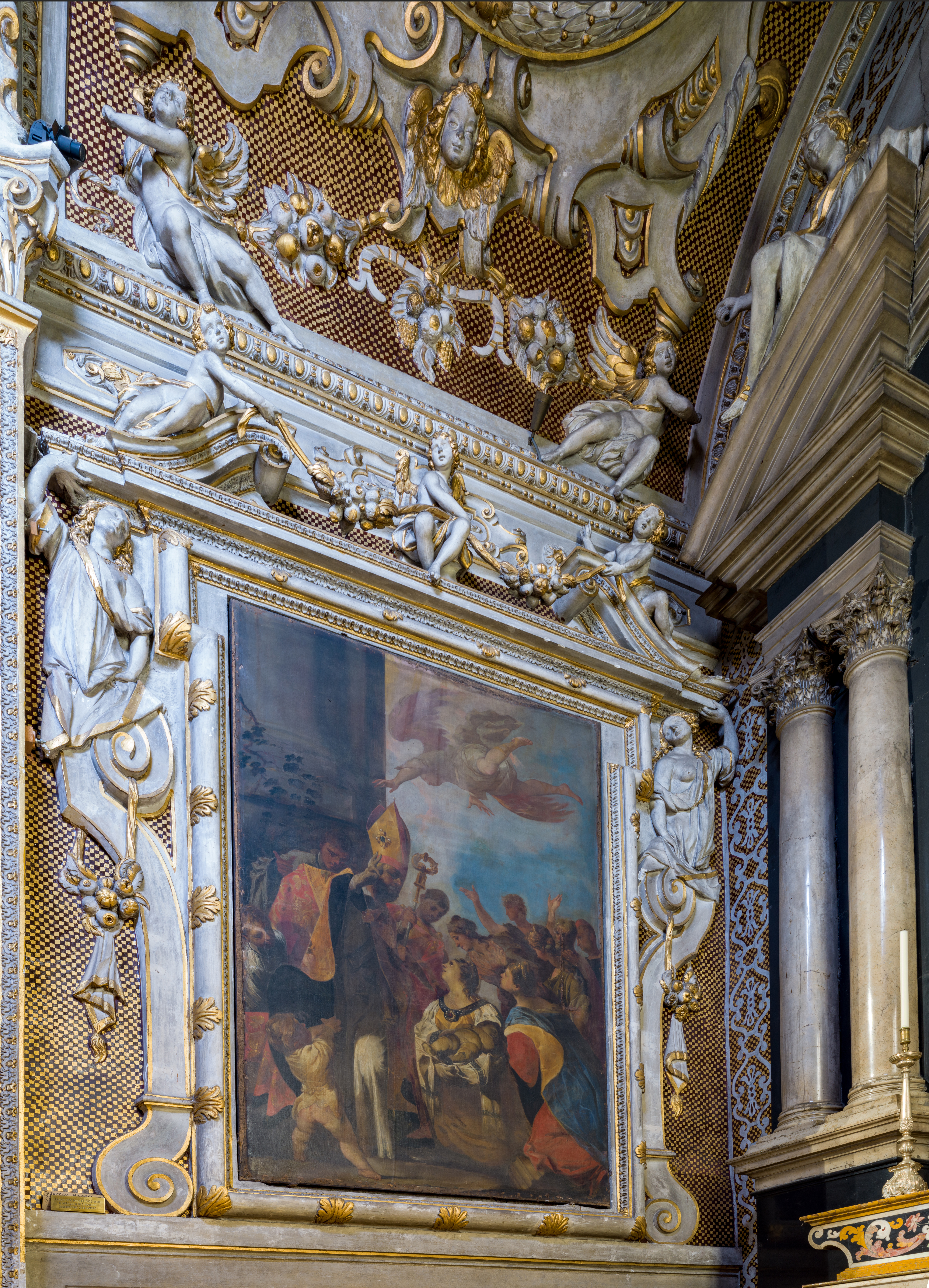
San Martino del Maffei.
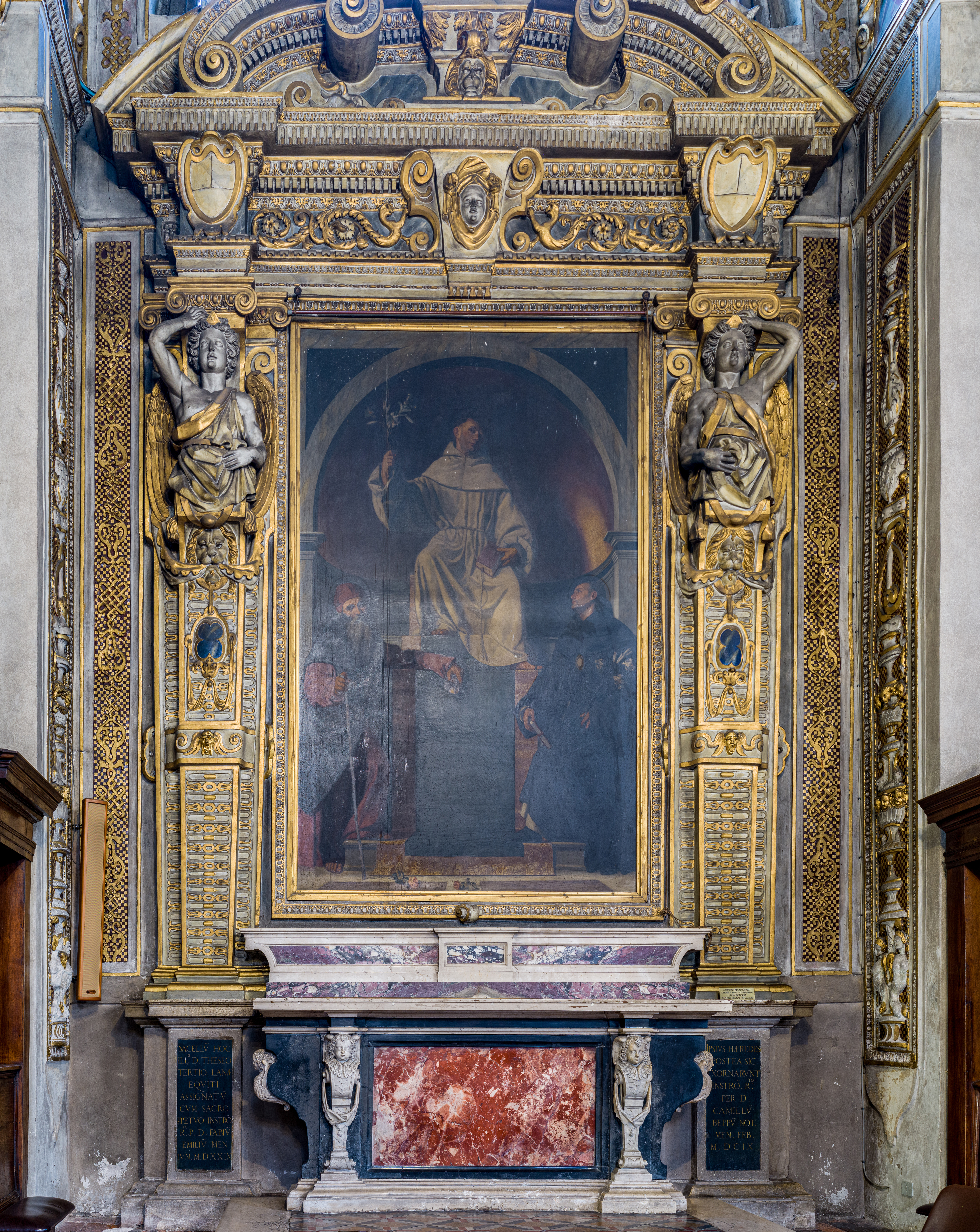
Altare Antonio da Padova.
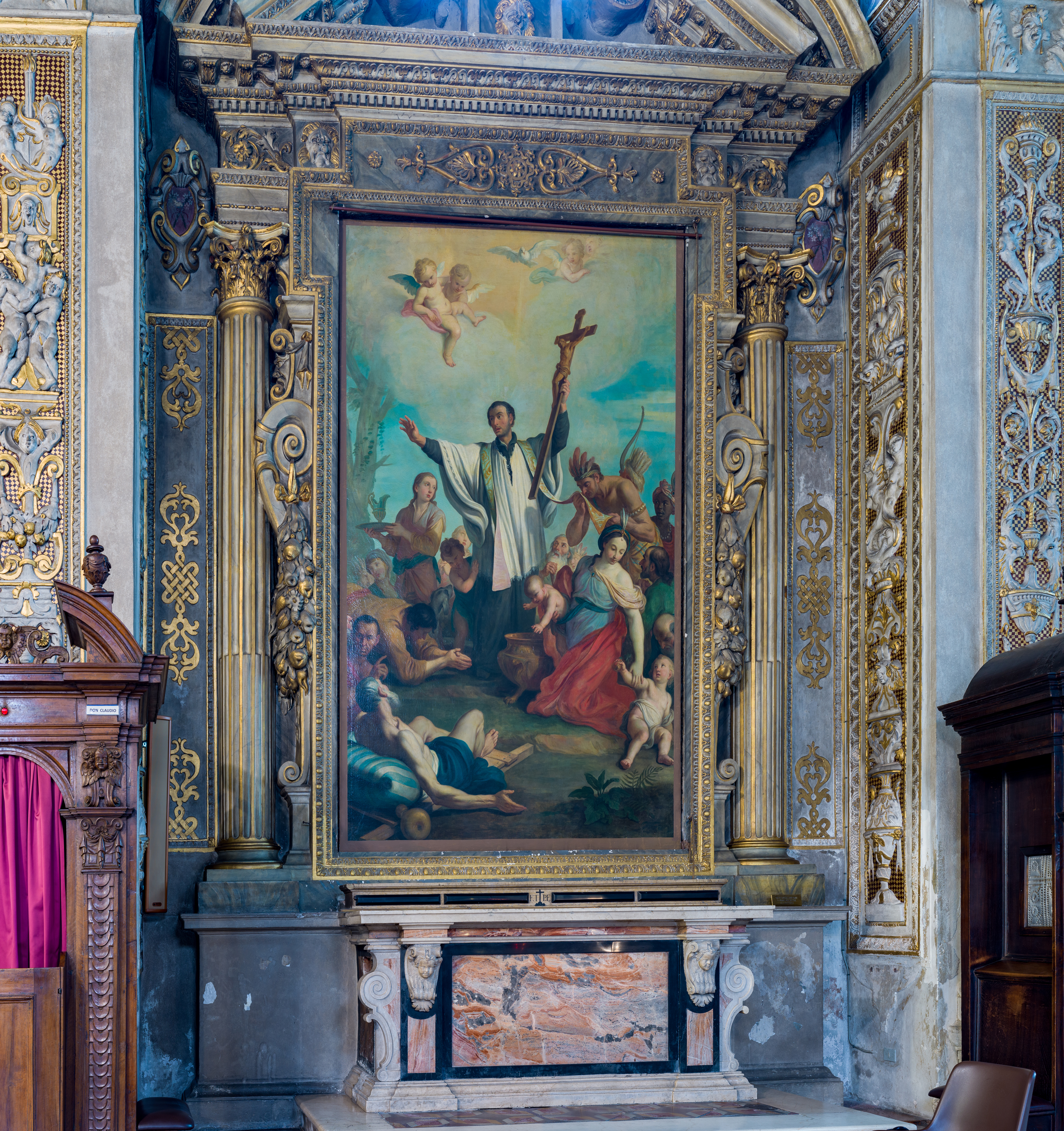
Altare con Santo.

Il primo altare a destra, dedicato a santa Barbara, è arricchito da una tela raffigurante il Martirio della Santa opera del pittore bresciano Pietro Rosa, allievo di Tiziano. La cura dell'altare, come ricorda un'iscrizione presente ai lati del medesimo, spettava alla Scuola dei Bombardieri ed Artiglieri, istituita dal governo veneto nel 1531.

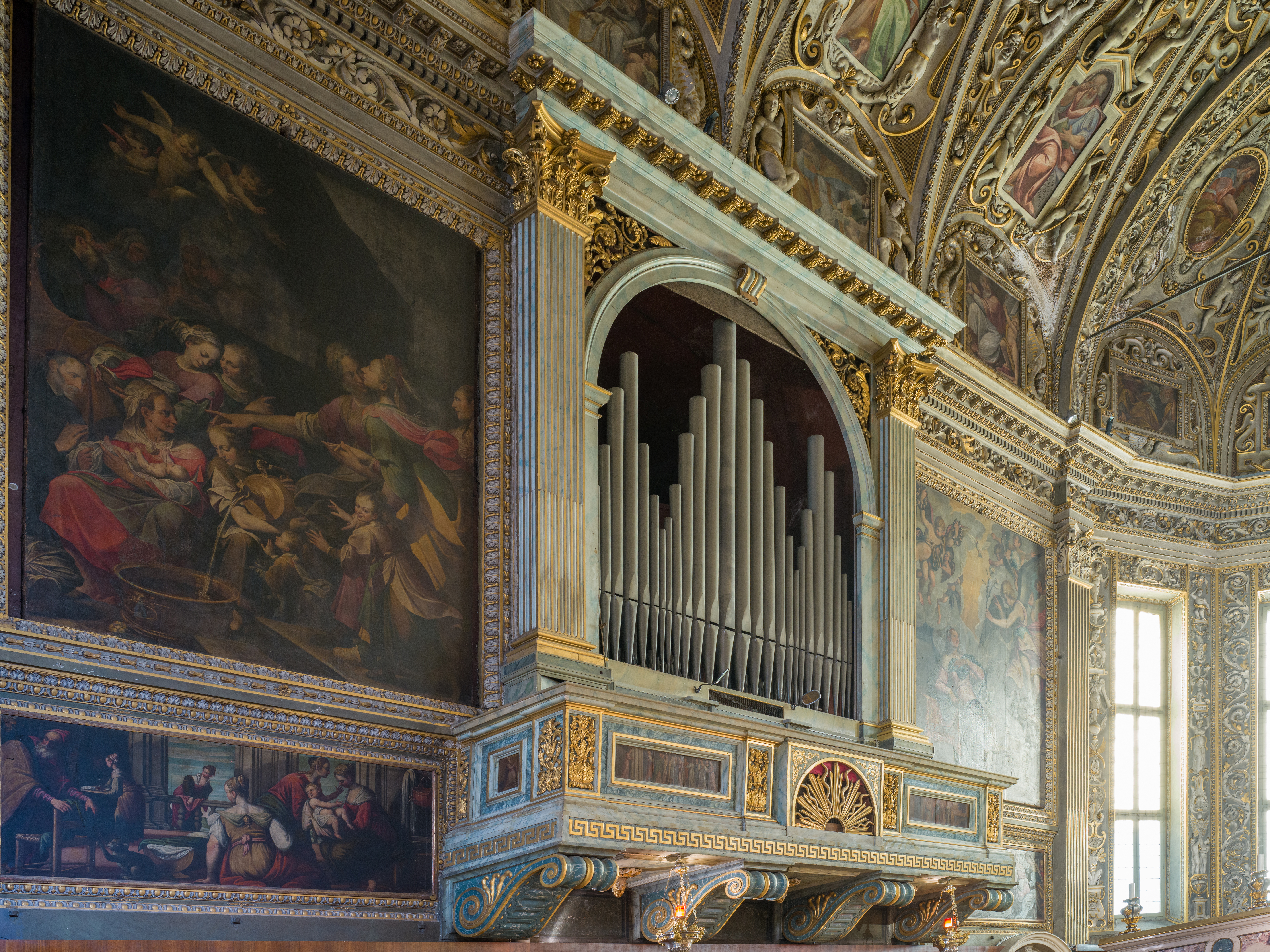
L'organo Serassi del 1845 nel presbiterio.

L'altare successivo, originariamente intitolato a San Rocco, era sovrastato da una tela di Jacopo Palma il Giovane con il Redentore tra i santi Rocco, Vittoria e Corona. I Gesuiti, subentrati ai Gerolamini nella cura della chiesa, cambiarono la dedicazione dell'altare per celebrare la figura di san Francesco Saverio. Nel 1745 fu collocato sull'altare un dipinto con San Francesco Saverio fra i giapponesi del pittore veronese settecentesco Pietro Antonio Rotari.
Segue l'altare delle Sante Lucia e Apollonia, arricchito da una tela del pittore vicentino Alessandro Maganza che raffigura le due Sante al cospetto della Madonna col Bambino attorniata da San Giuseppe e da un angelo.
L'altare successivo è dedicato a sant'Antonio di Padova, sul quale dal 1529 aveva il proprio giuspatronato la famiglia Lana de' Terzi. In origine vi era collocato Sant'Antonio da Padova tra i santi Antonio Abate e Nicola da Tolentino, opera del Moretto: la tela, di notevole valore artistico, si trova oggi alla Pinacoteca Tosio Martinengo per ragioni conservative ed è sostituita da una copia tardo ottocentesca di Bortolo Schermini.
Sopra la porta laterale è appeso un dipinto di Callisto Piazza con la Natività di Gesù. Segue l'altare di san Francesco Regis adornato da una tela di Simone Brentana che ritrae il santo dedicatario.
La cappella di testa della navata è infine presente un altro dipinto del Moretto, la Madonna col Bambino in gloria con i santi Rocco, Martino e Sebastiano, altra opera molto importante che è invece rimasta nella chiesa. Sulla parete sinistra è invece appeso un San Martino che risuscita il figlio della vedova del pittore vicentino Francesco Maffei.

### Presbiterio

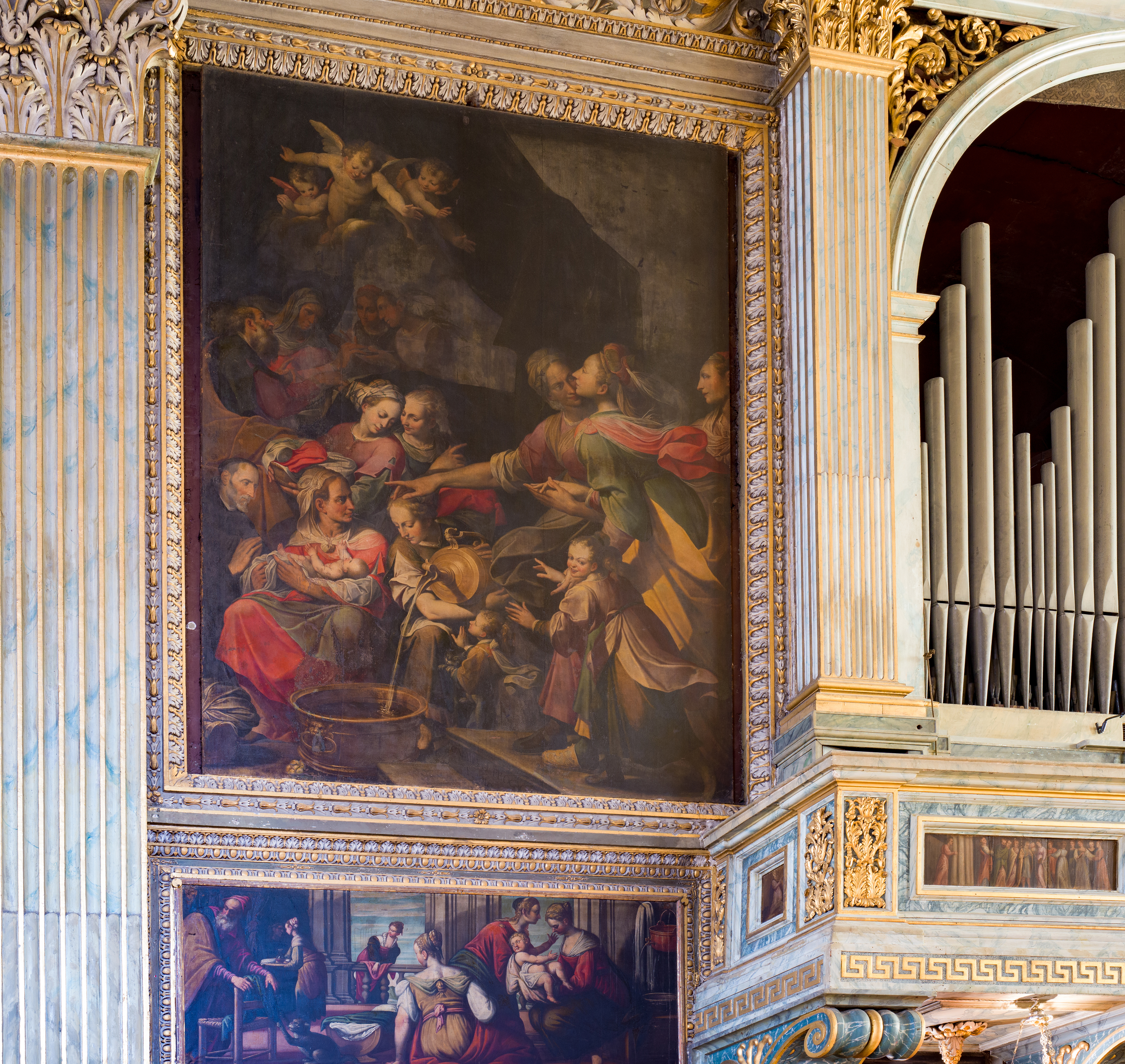
Lato sinistro.
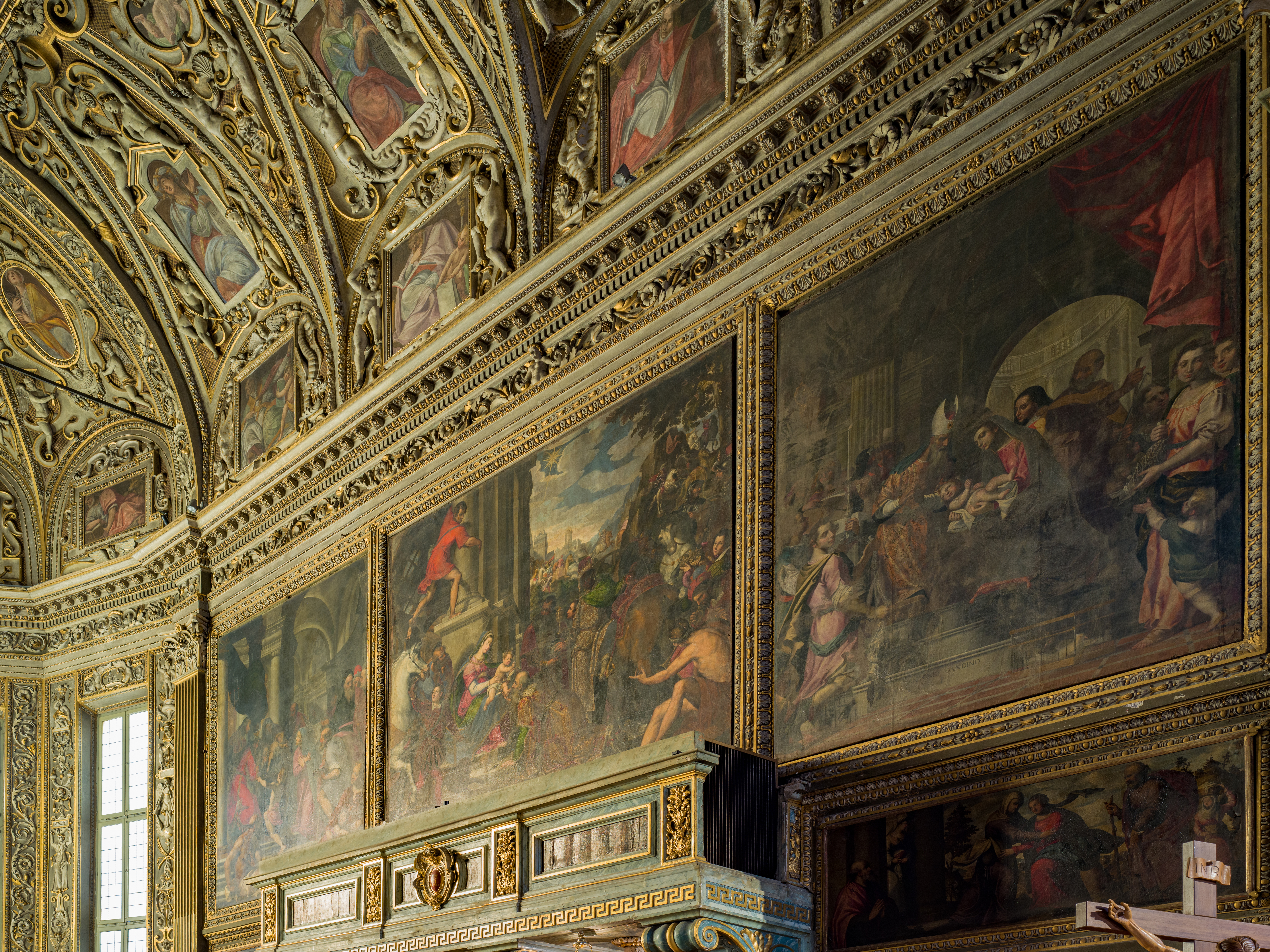
Lato destro.

La navata centrale.

Ai lati dell'arco santo si conservano le reliquie di San Gerolamo a sinistra e il mausoleo del benefattore Uberto Gambara, risalente al Quattrocento, a destra. All'altare maggiore fa da sfondo una Natività, copia moderna di un dipinto del Moretto, custodito dalla fine dell'Ottocento nella pinacoteca.
Lungo le pareti del coro sono disposte altre tele: lo Sposalizio di Maria di frate Tiburzio Baldini (1609), la Circoncisione di Gesù Cristo di Francesco Giugno, l'Adorazione dei Magi di Grazio Cossali (1610), la Purificazione della Vergine di Antonio Gandino (1660) e la Visitazione di Maria ad Elisabetta di frate Tiburzio Baldini.
L'organo dei fratelli bergamaschi Serassi ha sostituito nel 1844 quello cinquecentesco realizzato da Giangiacomo Antegnati, le cui ante erano decorate da Pietro Rosa con la scena della Sibilla Cumana in atto di profetizzare all'imperatore Augusto l'incarnazione di Cristo. Ai lati dell'organo sono presenti l'Annunciazione di Maria Vergine di Antonio Gandino, la Strage degli innocenti di frate Tiburzio Baldini, la Natività di Maria Vergine di Camillo Procaccini e la Presentazione di Gesù al tempio nuovamente di Antonio Gandino.

### Navata sinistra

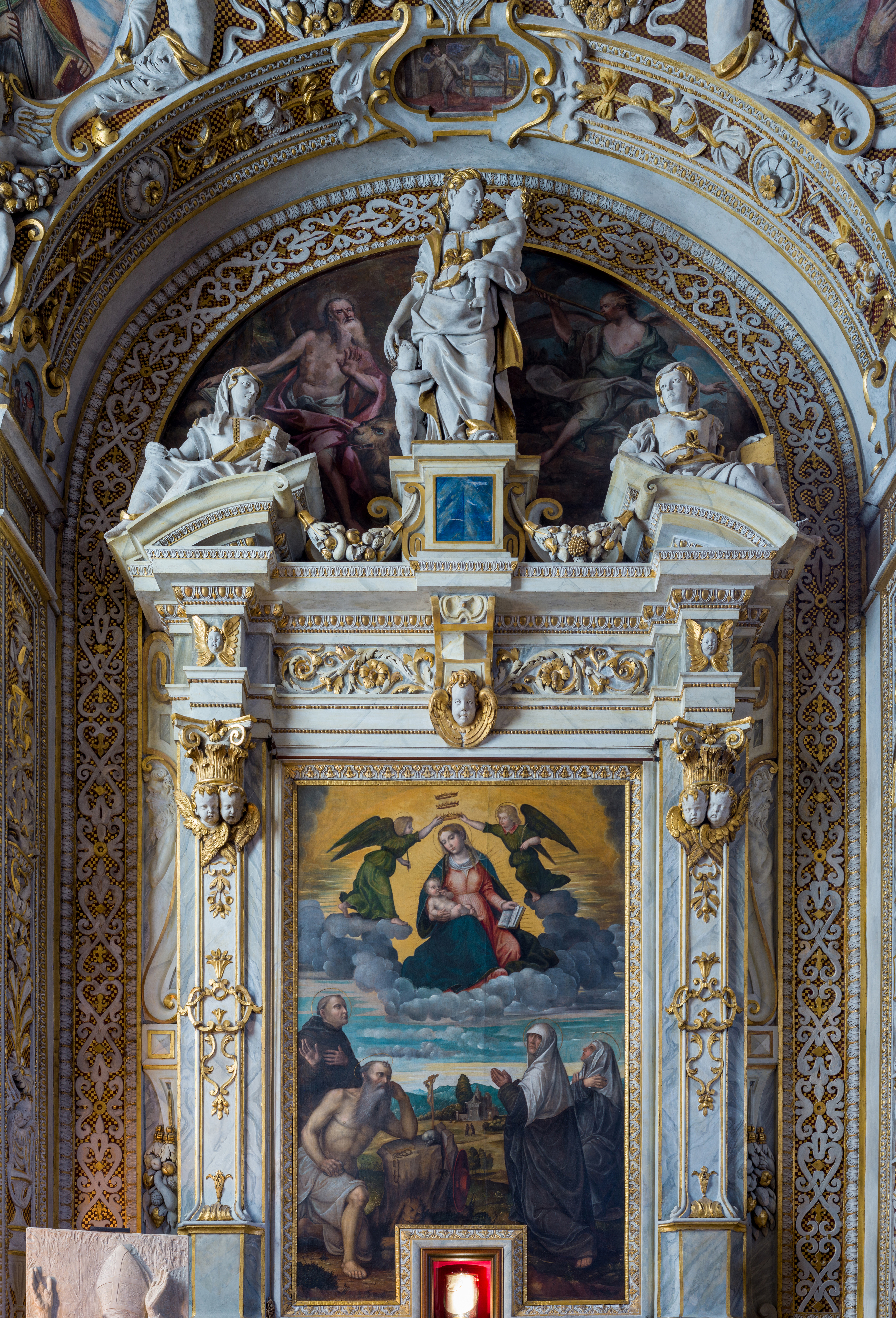
Altare di San Girolamo la Pala di San Girolamo di Paolo da Caylina il Giovane.
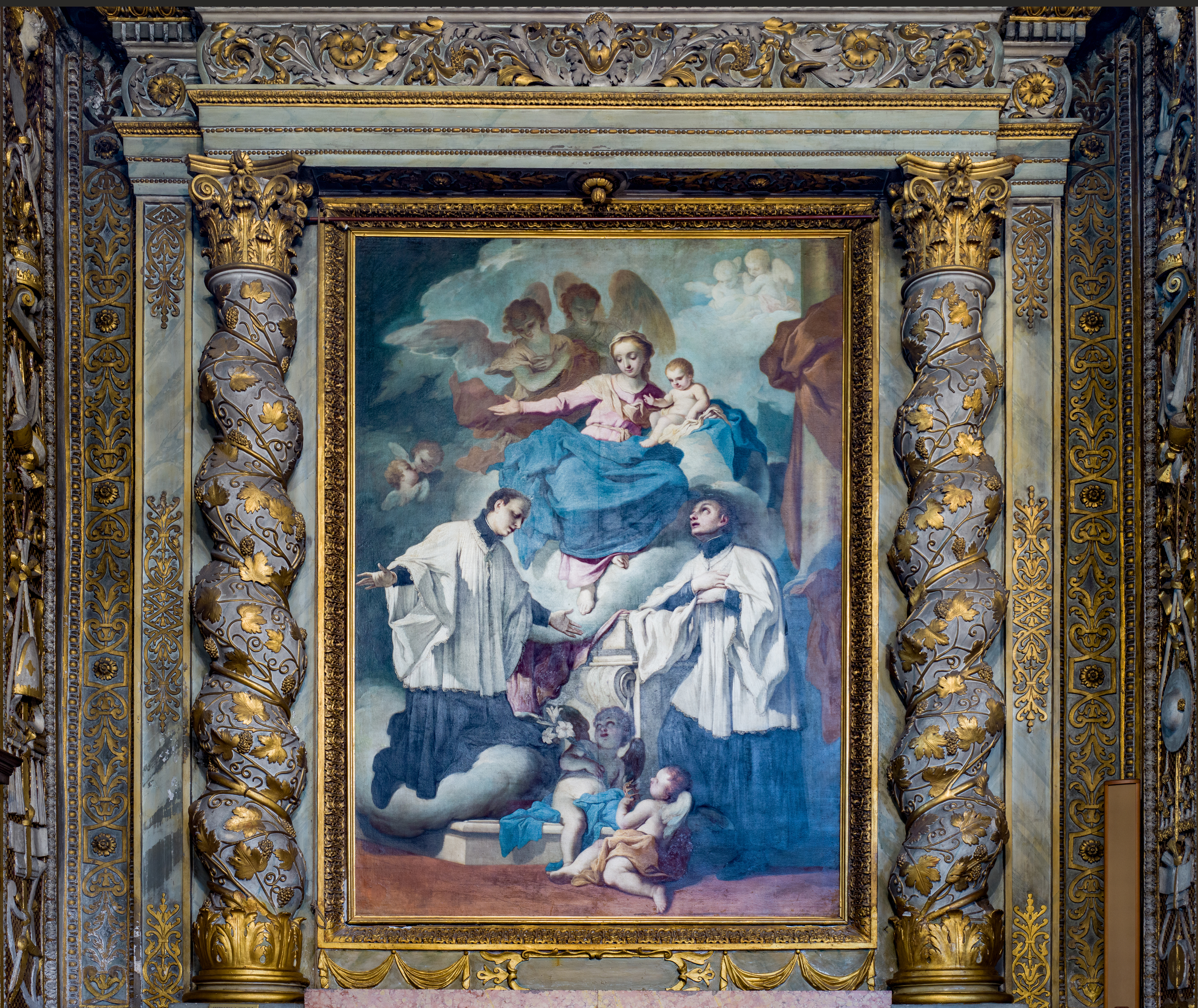
Altare con Madonna due Santi ed Angeli.
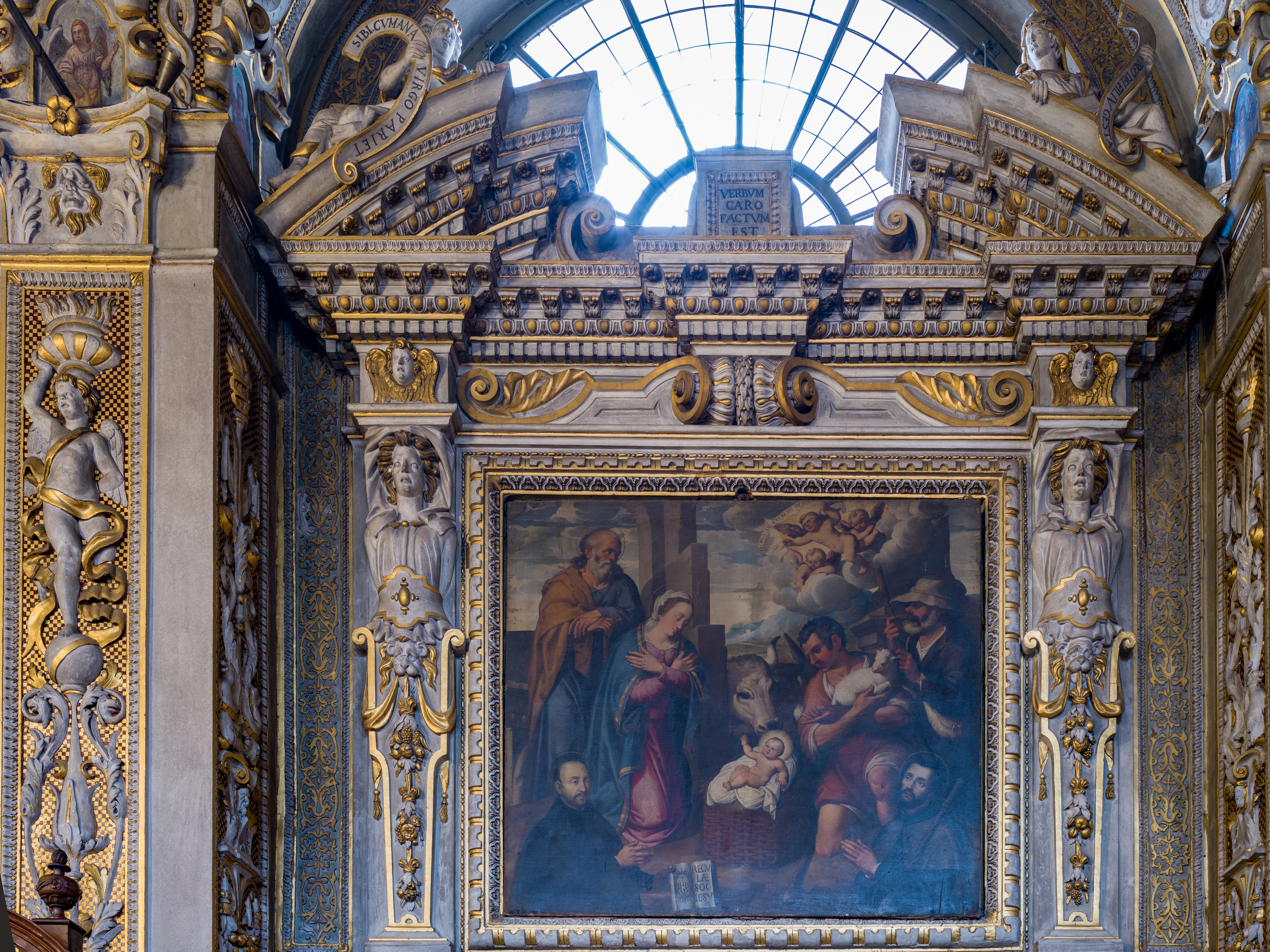
Natività.
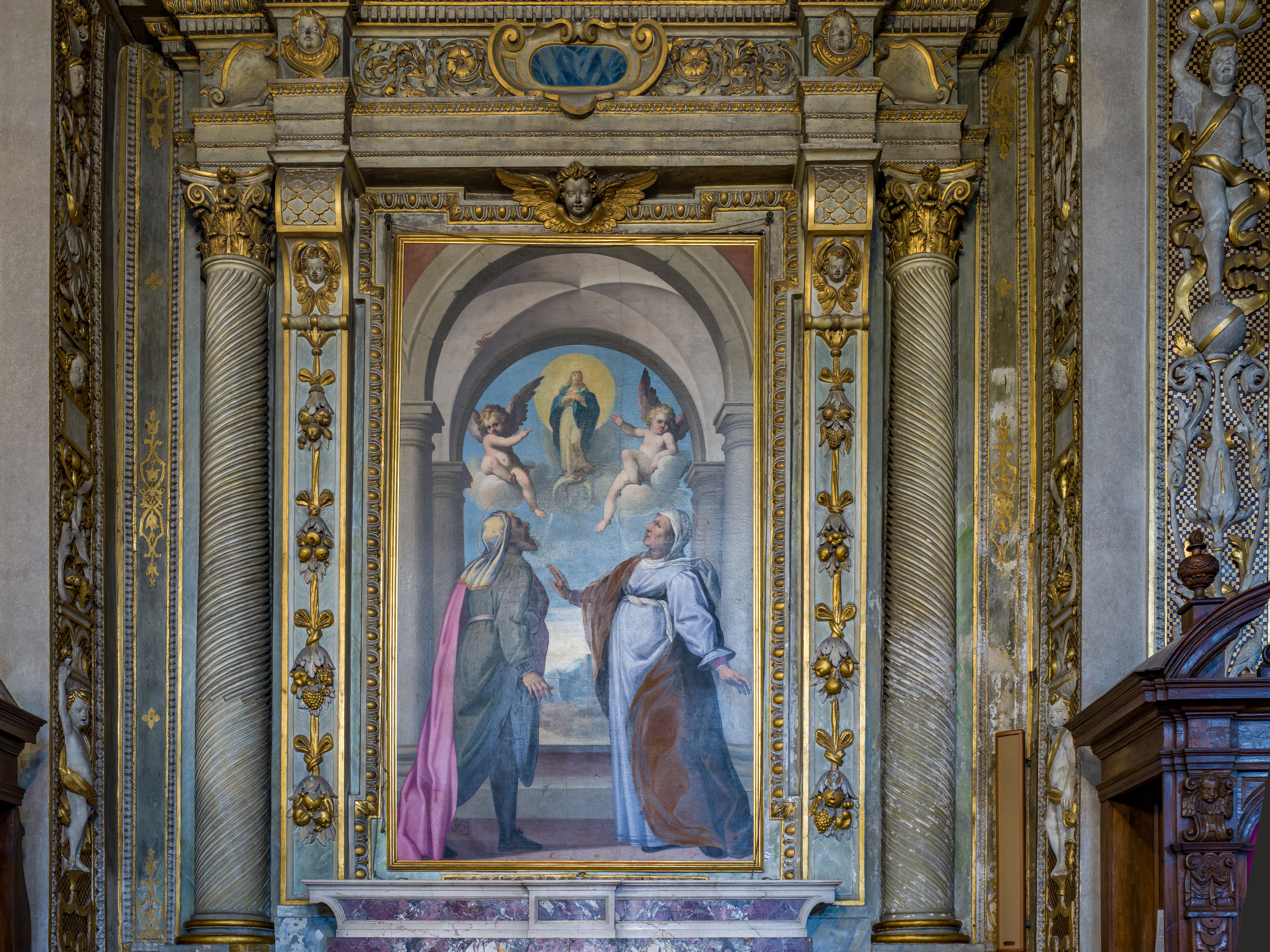
Altare di Sant' Anna e San Gioacchino.
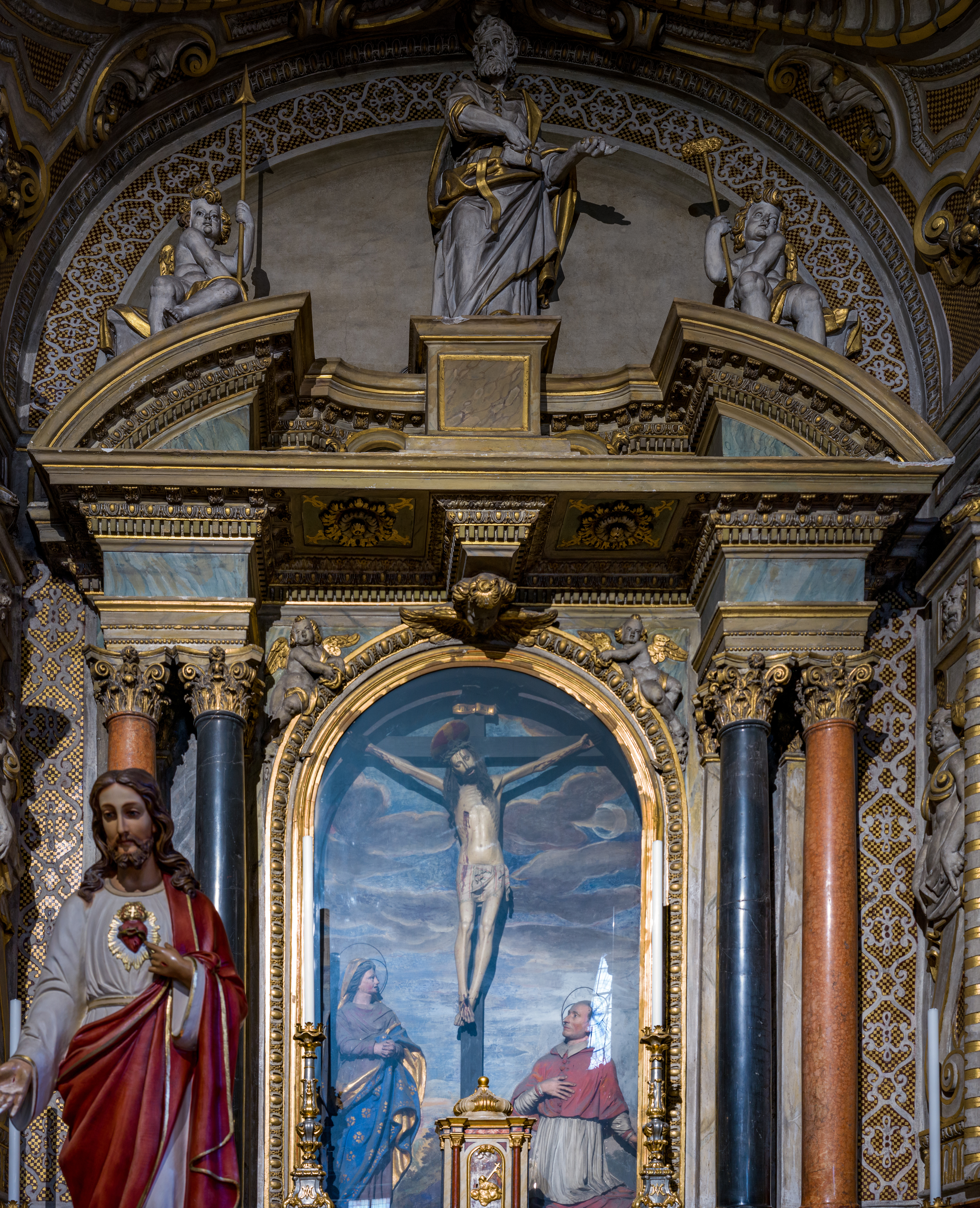
Altare della Croce

Nella cappella absidale che chiude la navata sinistra, ornata dalla Deposizione e dalla Crocifissione di frate Tiburzio Baldini, è conservato un prezioso Crocifisso in legno degli inizi del Cinquecento, affiancato dalle statue in stucco dipinto della Vergine Maria e di San Carlo Borromeo. Presso l'altare del Crocefisso è presente anche il mausoleo del condottiero Tommaso Caprioli (1575-1608), eretto nel 1620 e riconducibile probabilmente alla scuola dei Carra, costituito da una lunga iscrizione commemorativa bordata da ampie lesene decorate con festoni ed armature a rilievo, sovrastate da un sarcofago con la rappresentazione del giovane conte, colto nel sonno eterno e coronato dal proprio sontuoso stemma gentilizio. È qui conservato solo il cuore del condottiero, morto a Praga nel 1608.

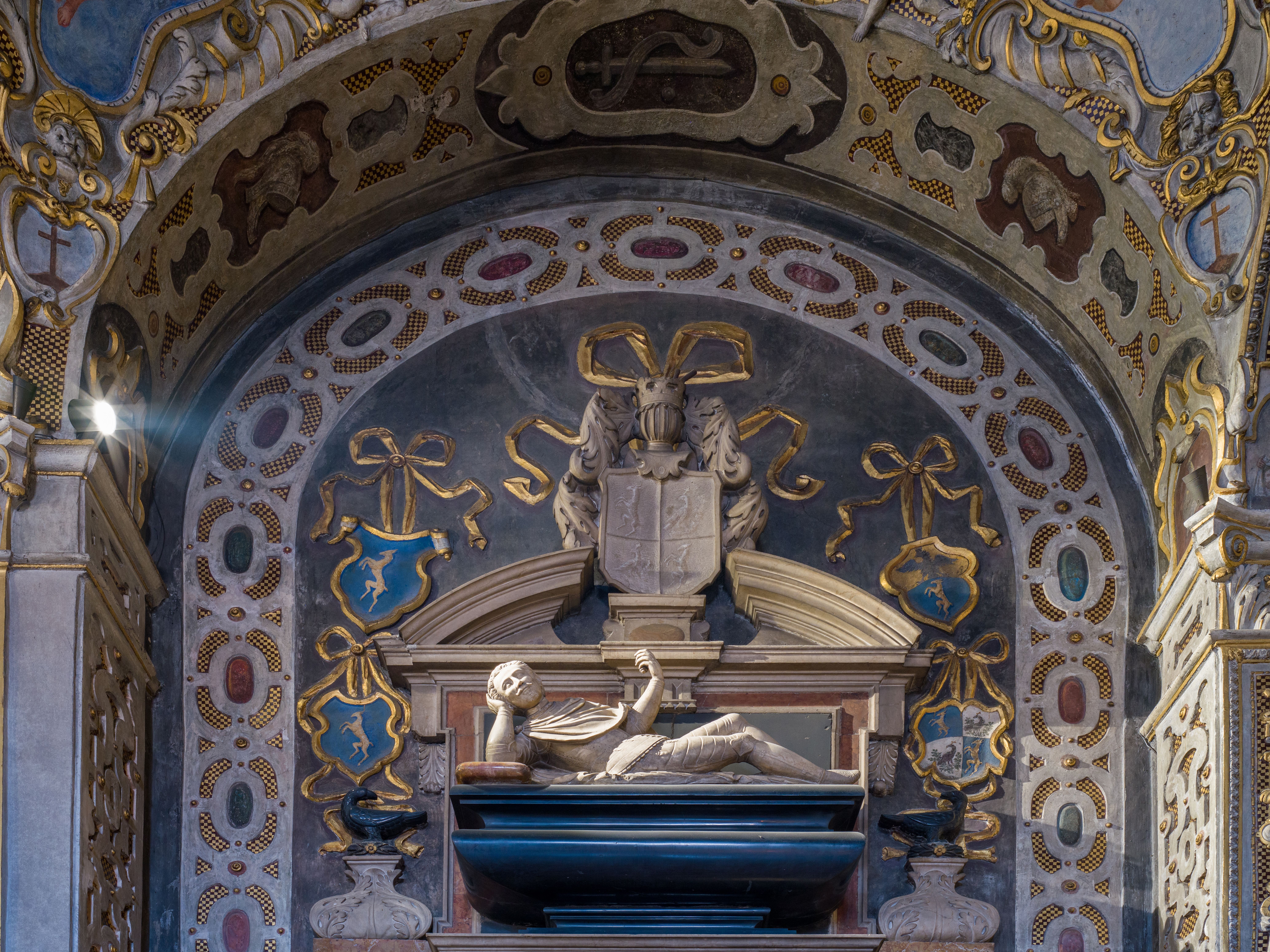
Mausoleo Tommaso Caprioli

Sopra la porta laterale che immette nel chiostro è appesa una Adorazione dei pastori con due figure di gesuiti, riconducibile a un pittore bresciano seguace di Pietro Maria Bagnadore.
L'altare successivo è dedicato all'Immacolata Concezione e presenta una ricca decorazione a stucco della seconda metà del Cinquecento, a cornice di una tela di Pietro Maria Bagnadore con i Santi Anna e Gioacchino, alla quale Giuseppe Tortelli aggiunse la figura dell'Immacolata affiancata da angeli.
Segue l'altare di San Luigi Gonzaga, un tempo intitolato ai Santi Giorgio e Gottardo e curato dalla corporazione degli armaioli, arricchito da un dipinto di Antonio Paglia che riproduce la Vergine con i Santi Luigi Gonzaga e Stanislao Kostka, protettori del Collegio dei nobili retto dall'ordine.
L'altare seguente è intitolato a San Giuseppe e presenta un dipinto della scuola del Moretto con la Madonna della Misericordia circondata dai santi Michele, Giovanni Battista, Bernardo e Maddalena.
Conclude l'altare di san Gerolamo, dedicato al santo protettore dei primi fondatori della chiesa, ornato dalla Pala di San Girolamo di Paolo Caylina il Giovane raffigurante la Madonna delle Grazie con San Gerolamo, Sant'Eusebio e le Sante discepole Eustochia e Paola. Nella nicchia dell'altare si conserva, come preziosa reliquia, il calcagno di san Gerolamo donato al convento delle Grazie dalla nobildonna Giulia Fenaroli. Sulla controfacciata è visibile un grande dipinto di fra Tiburzio Baldini, rappresentante la Strage degli Innocenti.
La chiesa conserva anche un ricco patrimonio di suppellettili liturgiche, fra le quali spicca un prezioso reliquiario cinquecentesco in ebano e avorio con statuette della Giustizia e della Temperanza, dono del cardinale Uberto Gambara.

## Il santuario
Il piccolo santuario, molto sentito e frequentato dalla popolazione, è ciò che rimane dell'antica chiesa di Santa Maria di Palazzolo, costruita nel Duecento degli Umiliati. L'edificio è stato variamente ricostruito nei secoli, in particolare alla fine dell'Ottocento, quando è stato eseguito un rifacimento radicale degli interni su progetto di Antonio Tagliaferri, aiutato da numerosi decoratori, pittori e scultori. Il santuario è oggi il maggior esempio di arte e architettura neogotica ottocentesca in città.